# بول إتش ألين
بول إتش ألين (بالإنجليزية: Paul H. Allen)‏ هو مستكشف وعالم نبات أمريكي، ولد في 29 أغسطس 1911 في إنيد في الولايات المتحدة، وتوفي في 14 نوفمبر 1963.